# Socias
Socias es una serie de televisión argentina de comedia dramática producida por Pol-ka y emitida por Canal 13 desde el 9 de abril de 2008 con gran éxito. Es protagonizada por Mercedes Morán, Andrea Pietra y Nancy Dupláa.
Las temáticas de esta serie giran alrededor de la vida personal de las tres abogadas y del mundo legalista. En algunos episodios se representa un juicio, que puede servir de marco a la historia de tipo personal o trazar un paralelismo. 
En un principio estaba pensando en que la primera temporada constara de 13 episodios, pero debido al éxito y los altos niveles de audiencia que obtuvo, la producción del programa decidió escribir 13 episodios más dejando un total de 26 capítulos para la primera temporada, que anteriormente fue pensada para terminar en julio de 2008.

## Sinopsis
Inés Asturias - (Mercedes Morán): 
Abogada, madre de una rebelde adolescente de 16 años, Vicky (Vanesa González). Divorciada de su primer marido y en pareja desde hace dos años con Ricardo Meniere (Víctor Laplace), Juez de la Nación. Muy optimista, negadora de situaciones y, por sobre todo, positiva y maternal. Inés tiene un carácter conciliador. Ella es sentimiento puro, le cuesta mentir y lo hace todo el tiempo metiéndose en camisas de once varas. Verborrágica, utiliza demasiadas palabras para decir algo por falta de síntesis, pero fundamentalmente porque no quiere herir a nadie. Buena amiga, servicial y temperamental. Es de las mujeres que dejan marca. 
Dolores Mollet - (Nancy Dupláa): 
Abogada, soltera de condición y por convicción. Inteligente, sagaz, irónica. De fuerte carácter. Luchadora de las causas perdidas que siempre las centra en el punto justo. En sus relaciones con los hombres siempre es dominadora, también sexualmente, lo que le impide mantener vínculos simétricos. No quiere casarse ni tener hijos. Gran esteta y amante del diseño. Compradora compulsiva. Tiene conflictos morales y éticos con la vida y la profesión. Educada en los mejores colegios, su familia pertenece a la elite de la ciudad. Inestable emocionalmente, se protege aparentando ser fría y autosuficiente. 
Mía Pontevedra - (Andrea Pietra): 
Abogada, es la última en incorporarse al bufete de las chicas. Explosiva, extrovertida, desvergonzada. Madre de un niño de 5 años, se pone a la altura de su hijo y es como una hermana mayor dominada por la culpa de la separación y el exceso de trabajo. Se recibió con el mejor promedio. Se casó de muy joven con su único novio y vivió laboralmente opacada por su marido, Federico Ibáñez (Federico D'Elía). Es bella sin proponérselo. Simple pero sexy en su vestir. La más sensible de las tres. A veces habla sin pensar y no piensa. Sin querer termina lastimando o sale lastimada, por lo tanto vive en estado de disculpa permanente. Desbordada, desordenada y torpe en general, pierde cosas. Es muy desprolija. Su temperamento no la ayuda ni con la diplomacia que requiere su profesión ni con los hombres.

## Elenco
- Mercedes Morán como Inés Asturias.
- Nancy Dupláa como Dolores Mollet.
- Andrea Pietra como Mia Pontevedra.
- Víctor Laplace cono Ricardo Meniere.
- Martín Seefeld como Álvaro Cárdenas.
- Federico D'Elía como Federico Ibáñez.
- Gonzalo Heredia como Mariano Rivas.
- Vanesa González como Victoria “Vicky”  Asturias.
- Martín Piroyansky como Germán Meniere.
- Bárbara Lombardo como Lucrecia.
- Santiago Stieben
- Caro Ibarra como Maite.
- Pompeyo Audivert
- Coni Vera
- Lito Cruz como Mario Mollet

## Participaciones especiales
- Osvaldo Laport como Román Lopéz.
- Pablo Echarri como Federico “Freddy”.
- Gustavo Garzón como Lucio.
- María Leal como Beatriz.
- Oscar Ferreiro como Tono Cohen.
- Luis Machín como Kurt.
- Hilda Bernard como la mamá de Ines.
- Mirta Busnelli como Eva.
- Nacho Gadano como Juan Gabriel
- Luis Ziembrowski como Willy
- Ernesto Claudio Como Dr. Herrero
- Maria Eugenia Ritó como Perla
- Fabián Arenillas como Horacio
- Silvina Bosco
- Sergio Surraco
- Alan Sabbagh

## DVD
Está disponible la temporada completa de "Socias" en un pack de 7 discos que incluye los 39 capítulos de la serie.

## Versiones
- En Chile Televisión Nacional de Chile realizó una adaptación en 2013 protagonizada por María Elena Swett, Paola Volpato y Elisa Zulueta.

## Premios
- Premios Clarín Espectáculos 2008
  - Mejor ficción unitaria
  - Mejores guiones (Marta Betoldi y Silvina Frejdkes)

### Nominaciones
- Martín Fierro 2008
  - Unitario y/o miniserie
  - Andrea Pietra: Actriz protagonista de unitario y/o miniserie
  - Mercedes Morán: Actriz protagonista de unitario y/o miniserie
  - Nancy Dupláa: Actriz protagonista de unitario y/o miniserie
  - Mirta Busnelli: Participación especial en ficción
  - Pompeyo Audivert: Participación especial en ficción
  - Martín Piroyansky: Revelación
  - "Hace frío ya" de Hilda Lizarazu: Tema musical original